# カスタムロボ バトルレボリューション
『カスタムロボ バトルレボリューション』は、2004年3月4日に発売されたニンテンドー ゲームキューブ専用のアクションRPGである。発売元は任天堂。開発はNOISE（ノイズ）。アメリカでは同年5月10日に発売。

## 概要
カスタムロボシリーズ第4作。ハードを携帯ゲームから再度据え置きに移し、前作のタッグ戦から新しく、4人同時対戦が可能になった。同時対戦の場合、2対2の2on2、1対2のハンディキャップ、無差別対戦のバトルロイヤルを選択可能。
また、登場人物やフィールドが3Dで描かれ、ロボのデザインも未来的な作りになっている。また、今作ではロボのカラーリングを任意で変更することができるようになった。
なお、本作では従来のTPSから主観視点のFPSで遊べる機能を持つ。

## ストーリー
主人公の元に「コマンダーになれ」と書かれた遺言状と父が亡くなったという知らせが届く。父とは幼い頃に時計をもらった記憶しかない主人公ではあったが、最後の願いを聞き、コマンダーになるべく就職活動を続けていた。ある日、スティルハーツという事務所の面接に行くが、新人を雇う気はないと言われてしまう。だがその面接中にラボから、新型ロボの護衛を依頼する電話がかかってくる。成り行きで主人公も現場へ同行し、バトルの腕を見込まれ、ラボの所長であるリンファから新型ロボ・レイ01を受け取る。事務所の一員として、各地で起こる事件に関わっていく中で、やがて主人公は世界の常識を覆す大きな戦いに巻き込まれていくことになる。

## 登場人物

### スティルハーツ
主人公が所属することになる組織。アーネストが経営するバウンティハンター事務所。依頼の数や実入りはあまり良くないらしく、アーネストから金に困っているような発言が見られる。主にハリーやアーネストが原因で、周囲からは「バカンティハンター」と言われている。
主人公
銀色の髪と長い赤の鉢巻が特徴的な青年。幼い頃に母をなくし、父は仕事に出たまま帰ってこないでいたが、ある日突然父の死を伝えられ、彼の遺言に従いカスタムロボのコマンダーとなった。現在はアパートで一人暮らしをしており、管理人のルーシーに面倒を見てもらっている。右手につけている一風変わったデザインの腕時計は父の唯一の遺品。
コマンダーとなるためバウンティハンター事務所であるスティルハーツを訪ねるが、理由が父親の遺言であり、元々カスタムロボに関する興味が無かったため全く知識を持っておらず、アーネストやハリーからは呆れられていた。アクシデントの中、卓越したバトルの才能をリンファに見込まれ、戦闘データを採るという条件付きで開発中の新型ロボ・レイ01を譲り受ける。彼女の推薦もあってスティルハーツに採用され、念願のバウンティハンターとなった。
素直で優しく正義感もあるのだが寝起きが大変悪く、よく寝坊してはルーシーやアーネストに怒られている。他キャラとの掛け合いではツッコミに回ることが多い（プレイヤーの選択肢にもよる）が、時々強烈な天然ボケもかます。激闘編終盤では、もはや最強と言っても過言ではない実力者となっているのだが当人には自覚がまったくない。唯一ハリーだけは「自分の方が主人公より強い」と虚勢を張っており、主人公も特に疑問もなく受け入れている様子である。
なお、ホロセウムを生み出せない体質で、バトル時には常に相手のホロセウムが用いられる。常設のホロセウム以外で、戦う相手ごとにステージが変わるのはこのためである。
使用ロボは自由に選ぶことができるが、前述の通りストーリーの進行上では常にシャイニングファイター型ロボ・レイ01を使用していることになっている。また、カスタムロボシリーズの主人公としては唯一セリフがあり、表情も多彩（『V2』に登場した初代主人公を除く）。
ハリー
主人公の相棒的存在。スティルハーツに勤めるお調子者の青年。ナンパが好きで綺麗な女性を見かける度に声をかけて回っているが、主人公にアドバイスを授けたりマーシャをいつも気にかけているなど面倒見のいい一面も持つ。
後輩である主人公に負けてしまうことも多く、その度に言い訳をしたり開き直ったりしているが、決して嫌っているわけではない。ストーリーが進むにつれて徐々に友情を深め、距離を置かれていたマーシャも心を開いたことで周囲から認められる名チームとなる。
劇中では何かと過小評価を受けるが、Sランク試験をクリアしたり、ゼクスの隊員を立て続けに破るなどその実力は高く、ポリス隊のエリートである姉・ミラにはよく入隊を薦められる。ただし本人は堅苦しい制服姿を嫌う上、教養試験が相当嫌ならしくバウンティハンターに必要なDランクのライセンスしか持たない。旅立ち編終盤では主人公とタッグを組んでイライザ・イザベラ姉妹を破っており、主人公が協力しているとはいえシリーズの仲間キャラクターとしては初めて敵幹部格に勝った人物である（なお、決して敵が弱いということは無く、むしろイライザにおいては単身で元ポリス隊であるセルゲイを破るほどの実力者）。
ストーリークリア後にプレイできる後日談「激闘編」においては、最後のステージで最後の相手として登場し、ゲームの実質的なラスボスを務める。勝負をする際に「主人公の最後の相手を務めるのオレしかいない」と述べ、強化されたカスタムロボを用いて最後の一戦を繰り広げる。敗北後は様々な言い訳を述べた後、主人公の実力はまだまだ自分には追い付いていないと言い放つ。そして、当たり前のようにスティルハーツの事務所へ「帰って」くるように言い残し一足先に帰って行った。
愛機はシャイニングファイター型のラーバ。主にガトリングガンを愛用するが、主人公同様に様々なガンを用いたカスタマイズを行い、旅立ち編のラストバトルではサークルソードガンを、激闘編のラストバトルではフレアキャノンガンをそれぞれ使用している。チェックメイトエッジというホロセウムを作り出せるが、激闘編でのラストバトルでは全ホロセウム中最も狭いステージ・サドンデスステージで戦うことになる。
マーシャ
本作のヒロイン的存在。スティルハーツに勤める、長く青いツインテールが特徴の儚げな少女。ライセンスはBランク。幼い頃に両親を亡くした上、ポリス隊のエリートだった兄もある日突然消息を絶ち、天涯孤独の身となってしまう。成長した今は、慕っていた兄の行方を追うためにポリス隊への入隊を目指し、何度もAランクの試験に挑戦しているが未だ受かっていない。
特殊な能力・ハーフダイブを行え、その力の研究のため子供の頃から人間として不当な扱いを受けることが多く、ラボやその研究員たちをひどく嫌っている。スティルハーツのエースとも称されるほどコマンダーとしての能力も高く、ミラによるとハーフダイブと戦闘の両方のスキルを併せ持つのは世界中でも彼女ぐらいで、非常に稀有な存在であるらしい。
主人公やハリー、リンファと触れ合っていくうちに閉ざしていた心を開き、ハリーの機転によって初めて「自分の為」ではなく、「誰かの為」に戦うことを意味を知る。
劇中では「主人公とならいいコンビを組めそう」と話しており、彼のことを気にかけていた（激闘編では特に強調されている）。その反面ハリーに対しては無意識のうちに冷たくあしらうことが多く、激闘編の終盤ではその存在を忘れていたことさえある。
愛機はエアリアルビューティー型のミルキーウェイ。マルチプルガンを愛用する。ホロセウムを作り出せる（Lフォーメーション）。
アーネスト
スキンヘッドが特徴的な、スティルハーツ所長。厳つい外見とは裏腹に仲間思いの性格だが金にうるさく、酒癖が大変悪い。
ハリーをはじめとする周囲の人物からは基本的に馬鹿者呼ばわりされているが、実は超エリート校として名高い「タクマ大学」を首席で卒業していたことが旅立ち編中盤で判明する。リンファ曰く「いくら勉強しても彼には勝てなかった」らしく、彼女とは学生時代からの友人で、同い年であったことも明かされた。
旅立ち編ではSランクを持っていなかった（それまでのランクは不明）が、激闘編ではポリス隊での試験を見事クリアしてSランクとなり、最後のバトル大会に参加している。本来技術面、精神面から見てもSランクであってもおかしくない人物であったそうだが、前述の酒癖が災いして国家機密を守ることが難しいと判断され、試験を受けることができなかったらしい。
旅立ち編の終盤ではアールの討伐と知らされずにポリス隊からの主人公たちへの依頼を仲介するが、事の重大さを見抜いて彼らを引き止めるなど、仲間に対する愛情が見て取れる。
愛機はメタルグラップラー型のメタルベア。スナイパーガンを愛用する。
名前は強面（コワモテ）俳優のアーネスト・ボーグナインのイメージから。

### ラボ
国が運営する公共のカスタムロボ研究施設。所長はリンファ。レジュレーション（規制）内のパーツを作っている場所でもあり、施設内には様々なパーツのモデルが飾られている。
リンファ
ラボの所長で、研究員の中で唯一メガネをかけていない、金髪のグラマラスな女性。白衣の下にはピンクのドレスと網タイツを着用している。ハリーの言う理想の大人の女性で、才色兼備と言うにふさわしい。
愛機はライトニングスカイヤー型のベリアス。ホーネットガンを愛用する。
シェリー
ラボの研究員である美少女。メガネと緑の髪が特徴。研究一筋であるため、化粧やファッションには無頓着であるらしい。
愛機はトリックフライヤー型のバギーで、ロボのカラーはレッド。
名も無き研究員
全員がメガネをかけている。研究に没頭するあまり、お風呂に入らなかったりする人が多い。主人公に対しては色々な知識をくれる人々でもある。
名前はないが、研究員の中でも息子を自慢する研究員や、小声でブツブツとしゃべり続ける研究員、非常に無口な研究員など個性がある。
作中で名前が明らかになったのは前述のシェリー、そしてジンとカトゥの3人のみで、激闘編ではこの三人と同時に戦うバトルも用意されている。

### 隣の家の人々
ルーシー
主人公の住むアパートの大家。主人公にとっては育ての親のようなもの。朝は主人公を起こしに来てくれている。少しズレているがいい人。昔はファッションモデルだったらしいが、致命的なミスをいくつも犯したということを自慢げに語ったりしている。「スティルハーツ」を「ステルハート」と言ったり、横文字はやや苦手。
激闘編にてカスタムロボを購入し、コマンダーとして戦う。ダイブの際に大袈裟なポーズをとるが、これはレイ01勝利時のポーズの転用である。
旅立ち編ではルーシーの家に入ることはできないが、激闘編をある程度進めるとステージの一つとして入ることができるようになる。
愛機はファンキービッグヘッド型のホバーヘッドで、ロボのカラーはレッド。
名前はアメリカのコメディドラマ「アイラブルーシー」の主役のイメージから。
ピカート
主人公の住むアパートの隣人。頭が綺麗にはげている一家の大黒柱。家族で積極的にカスタムロボ大会に参加する。妻には打ち明けていないが、大会に参加して新しいカツラを買いたいらしい。その願いは激闘編にて妻に許され、さらには賭けバトルの賞金で様々なカツラに変えて試している。髪型はアフロや武士のような感じの髪型やハリーの髪型を真似たもの（メガネも真似ている）。激闘編のラストバトル後、突然主人公の前に現れ、彼とまったく同じ髪型を披露した（主人公は嫌がっていたが）。これが激闘編のラストを飾る「オチ」となった。
愛機はファンキービッグヘッド型のプレジャーヘッド。レフト・ライト5ウェイガンを愛用する。ホロセウムを作り出せる（アイスバーン）。
フランソワ
ピカ―トの妻で、とてつもない巨体。ピカートとはよく喧嘩をするがあくまでも一時的なもので、普段は非常に仲が良いおしどり夫婦である。夫婦ゲンカをしていてそれぞれ主人公とハリーにロボバトルで止められると、不良=ハリーを一緒に倒そうと唐突に仲直りをしてバトルを挑んでくることがあった。
愛機はメタルグラップラー型のメタルコング。購入した際、店員に「奥様にお似合いですよ」と言われたらしい。ホロセウムを作り出せる（マグマドーム）。ブレードガンを愛用する。
ハル
二人兄弟の兄。それなりの技術と知識を持ち合わせており将来は主人公のようなバウンティーハンターになるのが夢。いつも父と母の様子を客観的に見守り、妹のナヒンに対してはトレーニングをしている。
ハリーに対しては見下している様子があり、将来子分にするとさえ語っている。小さい子供であり、セリフに漢字は一切無い。
愛機はファンキービッグヘッド型のシールヘッド。ホロセウムを作り出せる（ポップンロコモーティブ）。
ナヒン
二人兄弟の妹。幸いにも母親には似なかった。将来はポリス隊に入るのが夢。少々泣き虫で、ピカートとフランソワ（両親）が喧嘩するとすぐに泣く。兄のハルにトレーニングをつけてもらっている。
マーシャを慕っているが、ナンパ好きのハリーに対しては嫌悪している。ハル同様、セリフに漢字は一切無い。
愛機はリトルレイダー型のリトルチック。ホロセウムを作り出せる（ポップンロコモーティブ）。

### ポリス隊
Aランクを有する人間が入隊することを許可されているエリート集団であるが、署長・ミラ・リョウトを除く隊員達は逃げ腰であることが多い。トレーニングルームには何故か「心・技・休」と書かれたボードがある（一人だけ指摘している者がいる）。
署長
ポリス隊の署長を務める初老の紳士。本名は不明。ポリス隊でも署長のバトルは伝説と言われていたのだが、現在は体を壊してコマンダーを引退していた。激闘編ではコマンダーに復帰し、孫ともバトルをしているらしい。
いつもは普通の喋り方だが、演説を始めると長くなる癖がある。
愛機はメタルグラップラー型のメタルオックス。レイフォールガンを愛用する。
ミラ
ポリス隊の隊長を務める女性で、ハリーの姉。Aランク試験を一発で合格するほどの秀才。ベリーショートの髪とタンクトップが特徴で、見た目も性格も男っぽいが弟思いであり、料理も上手。また、腕時計収集の趣味を持つ。
愛機はエアリアルビューティー型のスピカ。サンダーガンを愛用する。中盤ではリョウトと組んで主人公・ハリーと2on2で戦い敗北した。
リョウト
ポリス隊の副隊長を務める青年。異常に質の低い隊員達をいつも叱咤激励している苦労人。ミラを慕っているが、弟であるハリーとは犬猿の仲。
はじめはハリー達バウンティーハンターを見下している風だったが、物語が進むにつれ彼らにも理解を示し、わだかまりが解けハリーや主人公をライバルと認めるようになる（口頭では「ハリーだけは認めん！」と語っている）。激闘編終盤では主人公に対し素直に好意を見せている。
かつて、ポリス隊に所属していたセルゲイともライバル同士だったらしい。
愛機はストライクバニッシャー型のハルベルト。マグナムガンを愛用する。
ポリー
主人公が初めて出会うポリス隊の一人。しかし仕事に対して熱意は無く、よく仕事をサボってボギーの店で行われる（違法な）賭けバトルに参加している。バトル中にもかかわらず入院費や治療費を気にしており金にがめつい。
「激闘編」のとあるバトル大会では進行を務め、全員同じ制服だから一人くらいいなくてもバレないだろうと仕事をサボり続けた結果、ついに給料が振り込まれなくなったことが明らかとなった。
愛機はストライクバニッシャー型のジャベリンで、ロボのカラーはイエロー。
げんのすけ
「旅立ち編」で主人公達が参加したポリス隊主催のカスタムロボ大会1on1部門の優勝者（主人公達は2on2部門に参加していた）。のちに主人公と何度か顔を合わせ、対戦もすることになる。しかし、その大会にはほんの数名しか参加していなかったらしく、実力は微妙。
最初はポリス隊の汎用モデルで登場するが、「激闘編」でミラが自宅で開いたカスタムロボの大会に呼ばれた際、制服で来るよう指示されていたのを忘れ、私服で来てしまったため素顔が明らかとなる。このエピソードからも分かるように、少々おっちょこちょい。
愛機はストライクバニッシャー型のジャベリン。
ヒロコ
ポリス隊の女性隊員。「激闘編」で初登場する。ほかのポリス隊員と同じく、素顔を拝むことはできない。
普段は子供たちに正しいロボの使い方を教えている。
愛機はライトニングスカイヤー型のディフェンダーで、ロボのカラーはレッド。

### ダークブルー事務所
比較的人気のあるバウンティハンター事務所。スティルハーツとはライバル。スティルハーツに就職する前に主人公が面接に行ったことがある。
イービル
女の子にモテる男性ではあるものの、スティルハーツを侮辱したりとその性格は良いものではない。常に回りに取り巻きがいて威張り散らしているが、バトルの腕や統率力はあるようである。なお作中で唯一、音声でセリフ（「イヒヒヒッハッハァー」という笑い声）が流れる人物である。
旅立ち編ではスティルハーツを馬鹿にしている。終盤でゼクスに入るためアールを手土産として倒したが、イザベラとイライザを間違えてしまい、イライザと約束したがイザベラは知らなかった為に手痛い扱いを受けてしまった。その後は登場せず、行方不明。
激闘編ではゼクス幹部と同じく記憶を消されたらしいが、性格は変わっておらず本人が自演しているだけの可能性がある。前述の旅立ち編終了後の動向については、主人公が内心でほとぼりが冷めるまでどこかに隠れていたと推測している。
主人公と同様自分でホロセウムを作り出せない体質で、それが秘かにコンプレックスだったらしく、激闘編でホロセウムを制作する会社に自分用のホロセウムを特注していた。
愛機はトリックフライヤー型のジャグラー。激闘編の終盤にてその特注ホロセウムを使用している（ギガンティックステージ）。
デフレ
ダークブルー所属のコマンダー。イービルにいつもついてまわっている腰巾着。
イービルと同じく性格は悪く、よくイービルに続けてスティルハーツに嫌味を言う。体格もイービルに似て痩身長躯。
イービルをヨイショし機嫌をよくさせる世渡り上手な面も。
愛機はライトニングスカイヤー型のブレイカーで、ロボのカラーはレッド。
バブル
ダークブルー所属のコマンダー。デフレと同じくイービルの取り巻き。
しかし、性格はおっとり穏かで、スティルハーツに限らず、他人の悪口を言ったりはしない。それどころか、公園で偶然出会った主人公に礼儀正しく挨拶をしたりもしていた。体格も二人とは対照的にがっしりとしている。
愛機はメタルグラップラー型のメタルオックスで、ロボのカラーはイエロー。

### ゼクス
目的や人員など、組織の詳細が一切判明していない謎のコマンダー集団。かつては存在の有無すらも判然としない集団だったが、ボスの死後に行動が活発化し、各地に現れるようになる。レギュレーションを無視した危険なパーツ（違法パーツ）を作っており、幹部達は専用の違法パーツを使用している。
旅立ち編ではアールの力を狙う組織として活躍するが、かつては人知れずアールを倒すための組織であったことが終盤にて明らかになった。激闘編ではセルゲイを除くメンバー全員が記憶消去装置（後述）によって記憶を消され、ゼクス博物館（ゼクスのアジト）で活動する劇団という形で登場する。なお、給料が時給制の模様で、セルゲイに話しかけるとバトルを始めて時間を短くするよう急かされる。
ボス
ゼクスを統率する人物で、その正体は主人公の父。バトルの能力は大変優れていたとされ、反旗を翻したイライザとイザベラを1対2にもかかわらず圧倒したとされる。イザベラ曰く「鬼神の如き強さ」。本編が始まる数か月前に死亡しており、顔写真などもないため顔を確認することは不可能。
アールの復活を予期しており、その対策の為にゼクスを作り、コマンダーを育成していた。だが、彼の死後はアールの力を利用しようと企むオボロ派とイライザ派に分かれ今の犯罪組織としてのゼクスとなってしまう。彼は幹部がアールの力を手に入れようとすることも予期しており、最も信頼する部下であるセルゲイに後事を託していた。
激闘編では彼の若い頃のバトルデータが発見され、ゼクスのアジトでの最後のバトルを飾ることとなる。
愛機はシャイニングファイターをベースにした違法型のレイレジェンド。Vレーザーガンを違法改造したXレーザーガンを使用する。
オボロ
ゼクス幹部。山姥のような髪型と左目の眼帯が特徴。バトルレボリューションでは珍しく、名前も服装も和風。残虐で手段を選ばない性格。ただマーシャと初めて戦った時は、側近であるセルゲイの妹と知って手加減をするなど、身内に対しては甘い事も。物語終盤ではセルゲイの裏切りに怒り、アール第二形態にダイブして主人公たちと戦うが、敗北後アールに拒絶され、強制的にダイブを解除されてしまう。激闘編では「ゼクス最強の幹部」と紹介された。
激闘編では記憶を消され大変礼儀正しい口調になっており、ゼクスのアジトでの案内を務め、自身が参戦するバトル大会では演技を忘れて案内役の口調のままで喋るといったコミカルな面も見せた。
愛機はストライクバニッシャーをベースにした違法型のラカンセン。ドラゴンガンを違法改造したオロチガンを愛用する。ホロセウムを作り出せる（オリエンタルウォール）。
セルゲイ
オボロの側近であり、ゼクス幹部でゼクスボスの腹心の部下。青い髪と顔の大部分を隠す仮面が特徴。ホロセウムを作り出せるが、そのホロセウムはマーシャのものと同じである。その正体はマーシャの実の兄で、かつてポリス隊の幹部だった。ホロセウムが同じなのも血縁関係によるものである。
Sランクを取得し、興味本位で外界に行った時に主人公の父と遭遇、彼から守る大切な者にいるかと聞かれ妹のマーシャの事を思い、彼の意思に従いゼクスに入る。ボスの死後はオボロの側近として行動するが、実はアールを倒せる者が現れるまでの偽装で、外界まで追ってきた主人公たちとの遭遇をもって機は熟したと判断しオボロを裏切る。その後、ボスの意思とSランク保有者にすら秘匿されていた本当の真実を語り、主人公たちをアジトまで導く。道中イライザとの一騎討ちに敗れ戦線離脱。アール討伐後はゼクス幹部として自身も逮捕するよう願うも、上官であるミラの命令でポリス隊への復帰となる。激闘編では記憶を消されたオボロたちの監視役としてゼクスのアジトへと主にいることとなる。
結局、激闘編も含めて劇中で仮面を外す機会はなかったが、素顔を見たがる女性ファンは多い。
愛機はライトニングスカイヤーをベースにした違法型のルヒエル（ポリス隊復帰後の激闘編でも続けて使用している）。イーグルガンを違法改造したガルーダガンを愛用する。
イライザ
ゼクス幹部。一人称は「あたくし」。左利き。オボロ派とは対立関係にある。激闘編では「ゼクスの美人幹部」と紹介されている。色気のある美女であり、美男子には目がないサディスト。セルゲイのことも「美男子」として気に入っていたらしい。旅立ち編で何度か主人公たちと渡り合うことになるが、実はその中には双子の妹イザベラも含まれている。しかし主人公たちは彼女たちが双子だと知らなかったので、戦った相手は「イライザ」一人だと思い込んでいた（大門を襲撃したのは妹のイザベラである）。旅立ち編の終盤では一行の前に立ち塞がり、セルゲイと一騎討ちを行う。セルゲイを打ち倒した後は、イザベラと合流。Rを遮る最後の障害として主人公＆ハリーと2on2で決着をつけることとなる。実は一度だけ双子揃ってボスに刃向かったことがあり、完膚なきまでに叩きのめされたことがあった。主人公たちに敗北後、ボスと同じ気配を感じたことで当時のことを思い出した様子。気絶の直前には主人公を鼓舞し、改心した様子を見せた。
激闘編では本来1対1であるはずが、勝手に主人公のパートナーとなって2対1の逆ハンディキャップバトルにルールを変えるなど、部下と主人公を振り回している。
愛機はエアリアルビューティーをベースにした違法型のアルテミス。レフトアークガンを違法改造したルナビートガンを愛用する。ホロセウムを作り出すことができ、パニックキューブを用いる。
イザベラ
ゼクス幹部。イライザの双子の妹で、容姿はイライザを鏡写しにしたような恰好である。一人称は「わたくし」。右利き。主人公たちには旅立ち編の終盤で2人同時に登場するまで、「イライザ」と勘違いされていた。姉と同じく「ゼクスの美人幹部」と激闘編で紹介されている。
他者に対して「さん」づけで呼ぶなど姉より上品に思えるが、（イライザと勘違いして）立ち向かってきたマーシャをいきなり扇子ではたき倒すなど手の早い性格。
愛機はエアリアルビューティーをベースにした違法型のアルテミス。ロボのカラーリングは姉とは異なりレッドである。ライトアークガンを違法改造したディアナビートガンを愛用する。またホロセウムを作り出せる（姉と同じくパニックキューブ）。旅立ち編終盤にて主人公とハリー、イザベラとイライザの2on2で決着をつけることとなり敗北。主人公たちとの戦いを通してかつてボスに咎められたことを思い出し、気絶する寸前には主人公を激励するなど改心した様子を見せていた。実は一度だけボスには逆らったことがあり、二人掛かりでありながら敗れた過去があった。
「BR」は他の作品とは別世界の物語なのだが、「激闘!」にフランス人のコマンダーとして名前が登場。デュアル・ダイブでバトルをしていると語られている。
シナ
オボロの手下で、幹部ではないが実力は一般の戦闘員と比べて数段上で、次期幹部候補と言われている（服装は幹部同様独自のものである）。
人から恨まれ、妬まれることが好き。激闘編でオボロと組んだ際に、セルゲイ以上に気があう事が判明。
愛機はライトニングスカイヤー型のブレイカーで、フレイムガンを愛用。

### その他
鈍・田大（どん・でんだい）
恰幅の良い料理人。中国人のようななまりがある話し方をする。料理に関しては確固たる自信を持っているものの、閉店時に料理を回しっぱなしにしていたりなど、品性が疑われる。また、論点がいつもおかしいところにある。
愛機はリトルレイダー型のペキンダック。
トーマス/アンソニー
トーマスは青い長髪の男性。アンソニーは赤い短髪の男性。二人ともメアリーとデートする約束であったが、ブレンドパークで鉢合わせてしまいケンカとなった。
しかしその後はケンカを通じて互いに友情が芽生え、親友となる。さらに激闘編ではケンカの原因であったはずのメアリーも巻き込み、3人組で行動している。
愛機は「旅立ち編」ではトーマスがシャイニングファイター型のスプレンダー、アンソニーがトリックフライヤー型のクリミナルだが、「激闘編」では互いに愛機を交換している。
メアリー
ピンクの髪の女性。様々な男性とデートしているが、まったく同じ時間に異なる人とのデートの約束を入れてしまい、トラブルを起こしている。
最終的にそのうちの2人であるトーマスとアンソニーと仲良くなり、3人組で行動するようになる。
愛機はエアリアルビューティー型のアース。
ソフィー
トレーニングジムの受付をしている青い髪の女性。激闘編では主人公に勝ってスターになりたいという理由でカスタムロボを始めた。
愛機はエアリアルビューティー型のスピカで、ロボのカラーはイエロー。
トリッシュ
試験場の受付をしている赤い髪の女性。激闘編ではハリーに「ダイエットにいい」と勧められてカスタムロボを始めた。仕事とプライベートでは口調を使い分ける。
愛機はリトルレイダー型のリトルチックで、ロボのカラーはレッド。
ボギー
ボギーの店の店主の男性。違法の賭けバトルを店の奥でやっているが、本人の人柄は良い。
愛機はファンキービッグヘッド型のホバーヘッド。
ロイド
ボギーの店でウェイターをしている男性。
愛機はリトルレイダー型のペリグリン。
ケンゴ
伝説のコマンダーの一人。カスタムロボV2に登場したキャラクターで、今作ではバトルシミュレートプログラムとして登場する。
愛機はストライクバニッシャー型のジャベリンで、ロボのカラーはブルー。「カスタムロボV2」にて弟・ヤイバの使っていたアクセルガンを使用する。
ジロウ
伝説のコマンダーの一人。過去のシリーズ全作に登場したキャラクターで、ケンゴと同じくバトルシミュレートプログラムとして登場する。今回も永遠のナンバー2であることを主人公にいじられてしまう。
愛機はメタルグラップラー型のメタルベアで、ロボのカラーはレッド。使用ガンはもちろんレイフォールガン。
フカシ
過去のシリーズ全作に登場したキャラクター。
「旅立ち編」では賞金首として名前のみが登場したが、どのような風貌かはわからなかった（ただし、スティルハーツ事務所にはポスターで前作までのフカシの顔が貼られている）。
「激闘編」では前述の二人と同様にバトルシミュレートプログラムとして登場するが、本来バトルする予定ではなく、コンピューターウイルスとして侵入し、「伝説の最強コマンダー?」としてバトルプログラムに乱入してくる。「旅立ち編」に登場した賞金首のフカシと同一人物かどうかは不明。
従来の作品ではドデカンを愛機としていたが、今作にはドデカンは登場しないため（作中では「製造中止になった」と語られている）、代わりにファンキービッグヘッド型のプレジャーヘッドを使用する。
ロボのカラーはイエローで、ガン・ボム・ポッドは全てジャイアントシリーズを装備している。
マモル
「伝説の最強コマンダー」としてバトルシミュレートプログラムが用意されていたが、前述のコンピューターウイルス（フカシ）の侵入により起動できず、結局登場しなかった。
名もない人々
ほとんどの場所にいる老若男女をさす。外見はまったく一緒であるものの、それぞれに微妙に違った個性が存在する。分かり易い人物としては、ラボの研究員に父親がいる男の子や、ブレンドパークのカップルなど。
ゲーム中のイベントでは外見が全く一緒ために、誰が誰だか分からなくなっていたり、自分達の姿を皮肉っている人までいる。

## 用語

### 地名
トレーニングジム
会員制のジムで機械相手にトレーニングを積む事ができる。機械は最新式で、自ら機械同士で模擬戦を行うなど自己意思を持っている。
序盤はこのジムで経験を積むことになるが、中盤からはアーネストによって会員を勝手に退会され(理由は会費をケチるため)、使用できなくなってしまう（立ち入る事は出来る）。
ボギーの店
マスターの名前に由来するバーである。
スティルハーツの経営者・アーネストはここの常連客であり、他にもダークブルーの所長・イービルが常連。ポリス隊とはできるだけ良い距離感を保っていたいと考えている。
店の隠し部屋で、本来違法である賭けバトルを行っている。
ブレンドパーク
フィールドの中央に位置する公園。
ほとんどが名も無き人々ではあるものの、ゼクス俳句をやっていたり、やたらいちゃいちゃしているカップルがいる。ゼクス俳句とは「ゼクスは何か」を考える俳句で、ブレンドパーク内で流行している。ゼ・ク・スから始まる言葉で始まる事がルールで、最後のスは「スズキさん」と決まっている。また流行しているのはブレンドパーク内だけである。
カスタムロボ免許認定試験場
AランクからDランクまでのライセンスを習得することができる。コンピューターは旧型で聞き取り辛く漢字とカタカナで表記される。
主人公はDランクを習得するためここを訪れることになるが、その後は全く出番が無い。
大門
鈍・田大（どん・でんだい）という料理人が経営する中華料理店。
料理は非常においしく、中華であればメニューに載っていないものは無い。だが、作中では悲劇に巻き込まれることが多く、閉店していることが多い。そのためもあり衛生管理が非常に甘い。だが本人はいたって気にしていない。
頻繁に大門のみが地震に見舞われる事に本人は不審に思っている。地震の正体は後述。
外界
後述のSランクのライセンス所有者のみが知る、世界の果ての向こうにある世界。
作中では、世界は平面で、その果ては壁に囲まれているとされており、そこから先は何も存在せず、進めないということになっているが、実はその先にはかつてアールに滅ぼされた世界が存在している。
本来この世界は現実の地球と同じく球体の惑星の上で生活しているが、大部分がアールによって破壊され、生き残った人はドームを作り、その中で生活している。
世界を滅ぼすアールの存在を知られることを危惧した政府が記憶消去装置を使うことで外界はアールの記憶とともに秘匿され、ポリス隊署長らSランクライセンスの所有者たちにのみ国家機密として密かに知られている。
作中ではSランクライセンス所有者、外界にアジトを構えるゼクスの構成員らがその存在を知っている。「旅立ち編」の戦いの後、Sランクのライセンスの存在とともに公開されることとなり、「激闘編」では一般人も外界に立ち入れるようになっている。
外界への出入口は北にあるカスタムロボの銅像の後ろに存在しており、外界へ向かうのにはポリス隊本部から地下の列車を使用し、途中で大門の下を通過することになる。大門で発生している地震の正体は、列車が大門の真下を通った際の振動が地表の大門に伝わったものである。
ドーム
先述の外界に対して、世界の果ての壁の内側の世界。
一般の人間は、ドームの中が世界の全てで、世界の果てには壁が存在し、その先には何も無いと教えられている。ゲーム中では外界の存在が語られるまで「ドーム」とは呼ばれず、「世界」と呼ばれる。
作中でアールが作り出したホロセウムに存在する草が柔らかいことに違和感を覚える台詞が存在することから、ドームの中が天然の自然環境ではないことがわかる（後述）。
遊園地
外界に存在する娯楽施設。現在はアールに破壊され廃墟となっている。
ドーム内にいる人間は娯楽施設の概念が無く、物珍しく見ている。特に激闘編では一種の観光地と化している。
旅立ち編と激闘編両方で最後に訪れる場所であり、ラストバトルもこの最深部で行われる。

### カスタムロボに関わる用語
ロボ
ボディ・ガン・ボム・ポッド・レッグにはそれぞれ種類があり、敵やホロセウムなどの状況に合わせてパーツを組み替えることによって戦術を組み立てていく。
ロボは通常はキューブ型の状態で持ち歩き、この状態はロボキューブと呼ばれる。ホロセウム内で実際に起動することで30cm程度の小型ロボの姿になる。
世界の中でその技術が活用されているのだが、アールによる世界の破壊以前から存在する所謂オーパーツであるため、それ自体の技術は未知の部分が多い。元々は子供の玩具だった。詳細はカスタムロボを参照。
従来作では相手の使用しているパーツのデータをもらい、それを実体化するという形で使用できるパーツを増やしていったが、『BR』ではカスタムロボ自身がある程度の経験を積まなければ、新しいパーツを使いこなせないという考え方があり、パーツジェネレータではその経験を読み取り、使用できるパーツを自動登録してくれる。
その他、隠しパーツはデータチップを入れることでデータを追加する方式も取られている。
タイプ
ロボにおける型・種類の事を指す。ロボの分け方において最も大きな区切りである。例としてはシャイニングファイター型やエアリアルビューティ型などであり、それぞれ性能に特徴がある。特徴についてはロボのパーツに解説。
スタイル
ロボにおけるタイプを更に細かく分けたものをスタイルという。種類は「ノーマル」「アーマー」「スピード」の3種類である。
「ノーマル」は全てのスタイルの基本であり、最もバランスのとれたもの。「アーマー」は防御力が高い代わりに移動力が低くなっている。「スピード」はノーマルより移動力が高い代わりに防御力が低くなっている。
従来作にあった「パワー」「ジャンパー」は本作では登場しない。
ステルス機能
ストライクバニッシャー型のロボが有している機能。空中ダッシュ中やアタック中に一時的に姿を消す機能を指す。ステルス中はガンを無効化する。ボムやポッドの爆風によるダメージは受ける。
ポリス隊の隊員はステルス機能を有するロボを使用していることが多い。
自律機動型
コマンダーがいなくても、自分の意思で動くロボ。
従来作ではよく悪の組織が戦闘用及び警備用として用いている描写が多いが、この世界では作業用として使われ、ロボバトルができるほどの技術は無く、ある事件の際に存在が言及されるだけで全く登場しない。
作中にはコンピューターがロボを操作してバトルを行う場面が存在するが、これはコンピューターがコマンダーの代わりをしているだけであり、ロボそのものが意思を持っているわけでは無いため自律機動型とは扱われない。
違法パーツ
ロボやパーツには、コマンダーの安全を守るために一定の規制（レギュレーション）が定められているが、その規制を無視したパーツを総称してこう呼ぶ。
セイフティ装置
相手に怪我をさせないようにするため、ロボのパワーを抑えるための俗に言う安全装置。ロボキューブにスイッチがあり、切り替えが可能。
この設定により、今作では違法パーツを使用していても強い精神的ダメージを抑えることが可能である（従来作でも主人公が違法パーツを使った場合対戦相手が強い精神的ダメージを受ける描写は無いが、今作ではそれに明確な理由が付いた形となる）。
アール
数百年前人類を絶滅の危機に追いやった存在。本編中は敵ロボとして戦うが、正確にはカスタムロボではなく一種の生物である。
元は「実体の無い生物」だが、その時偶然に子供が持っていたカスタムロボ（ライトニングスカイヤー型）と融合した際何故か姿が見えるようになり、コマンダー達と記憶消去装置で止められる事ができた。その存在は政府によって秘匿されていたが、オボロやイライザがその巨大な力を手に入れたがっていた。
主人公達とは会うたびに進化して姿が変わっているが、最終的に主人公ら三人に倒され、記憶消去装置によって取り込んだ能力を忘れ、消滅した（元の実体の無い生物に戻った）。
対象を徹底的に破壊後、破壊した対象の能力を取り込んで一時的に休眠状態となり、目覚めると再び破壊活動を再開するという性質を持っている。カスタムロボと融合したのはこの性質のためである。
アールの特性を探るため、ホロセウムが作れない主人公が戦った際にアールが作り出したホロセウム（アスレチックパークとロストワールド）はかつてアールに破壊され、取り込まれた自然環境を再現した物である。BRの時代に天然の自然は既にアールに破壊された為に無く、作中に登場する自然は全て造花などの模造品であるため、主人公は完璧に再現された天然の感触に驚いていた。
勝利ポーズは空中に浮き、天を仰ぐように両腕を横に広げるか、指をさすように左腕を真っ直ぐ向ける。
スタイルはアール第一形態がノーマル、第二形態がスピード、第三形態がアーマーである（本編中では全てOTHERと表記されている）。ライトニングスカイヤー型が元なので、長く素早いダッシュが可能。従来のライトニングスカイヤー型から変異したためか変形はせず、空中ダッシュを何度も繰り返すようなモーションで飛び回る。
第1形態の性能は多少能力が向上しただけの比較的普通の物だが、第二形態ではダウン時間が縮み、耐久力が上昇。第三形態に至っては『V2』に登場したジェイムスン並の防御力とがまんを誇るが、ジェイムスンに比べサイズが小さく機動力の面では圧倒的に上回る。
後に『激闘！』にアールに似た性質のハドロンという違法ロボが登場するが、ハドロンにはダウンを奪ってオーバーロードを狙う戦法が通用するのに対して、アール第三形態はダウンせず無敵時間だけが存在するのでオーバーロードを狙うこともできず、カスタムロボ史上最強のロボである事は間違いない。
激闘編にて、攻略とは関係のないある行動を行うことで、第一形態から第三形態までのデータをそれぞれ入手し、自分のロボとして使用することができるようになる。

### コマンダーに関わる用語
コマンダー
ロボを操る人を総称してこう呼ぶ。
ダイブ
カスタムロボをあやつるためにコマンダーとロボが心を一つにする事で、ロボがダメージを受けるとダイブによる精神の接続を逆流し、少なからず精神的ダメージを受ける。
パーツジェネレータ
ロボの経験を読み取り、新しいパーツを組み込んでくれる。他にデータチップを組み込むことで、新しいパーツを手に入れることも可能。ロボにはバトルの経験を記憶する機能があり、最初はスタンダードなパーツしか入っていないロボも、バトルの経験を積むことにより、他のパーツを制御できるようになる。
ホロセウム
コマンダーの記憶、思想から作り出されるバーチャルの試合場のこと。
従来作ではホロセウムデッキによって作り出される空間の事だが、本作ではデッキだけでなく何も無い場所でもホロセウムが作り出される。
ホロセウムを作り出せないコマンダーも多く存在している。それはバトルの強さなどではなく持って生まれたもので体質に近い。
作中では主人公は作り出せないが、ハリーやマーシャは独自のホロセウムを作り出せる。ハリーであれば、姉であるミラと同一のホロセウムであるなど遺伝性もある模様。
ホロセウムを作り出せないコマンダーでも、ロボにデータが予め組み込まれているほか、ホロセウムを作り出すホロセウムデッキによって使用することが可能である。またロボのデータを交換することで作るホロセウムを切り替える事ができ、ホロセウムを作り出せないコマンダーのために、依頼に応じたホロセウムデータを制作する会社も存在する（存在が言及されるだけで作中には登場しない）。
なお、アールと戦闘を行う際に登場するホロセウムは、ロボに内蔵されたものではなく、以前アールが破壊した自然環境を再現したもの（つまりアールの記憶から作り出されたホロセウム）である。
アイコンタクトレジスター
従来作では「ロボは最初に目を合わせた人が持ち主として登録され、その人の命令しか聞かなくなる」という物だが、『BR』ではセンサー部を見ながらボタンを押すだけとなっており、変形させる必要が無い。ロボは普段はキューブの形をしているがホロセウム内ではカスタムロボに変形する。
バウンティーハンター
カスタムロボで色々な事件を解決するのが仕事（ほとんどはポリス隊が取り合わない小競り合い程度の小規模な事件）。Dランクのライセンスが必要であり、ライセンスを有していないと仕事をした本人と雇い主の両方が罰せられる（雇い主のアーネストはマーシャに指摘されるまでそのことを知らず、主人公のみが罰せられると思い込んでいた）。主人公が属するスティルハーツがこれであり、他にポリス隊と違い、給料が安い。このため、ポリス隊はエリートと呼ばれている。基本的にポリス隊とは仕事の取り合いになるため仲が悪い。
ライセンス
A～Dランクまであり、ポリス隊やバウンティーハンターなどの仕事をする際に必要な免許証のようなもの。表向きにはAランクが最高だが実は密かにSランクが設定されており、ごく一部のものがこのSランクを所持していた（ポリス隊の署長、ミラ、リョウトなど）。物語の中盤では主人公、ハリー、マーシャも取得。激闘編ではSランクの存在が公になり、アーネストなども取得した（なおアーネストは旅立ち編で既に取得できるだけの実力はある。それにもかかわらずSランクを取得出来なかったのは、酒を飲むと口が軽くなる為Sランクを持つ者でしか知らない秘密を喋ってしまう可能性があったから）。
取得するにはSランクライセンスの所有者によって実力・人格ともに認められ、その上で試験に合格する必要がある（内容はアール第1形態のデータとの戦闘）。
ハーフダイブ
有している者は世界に数人のみとされる特殊能力。基本的にカスタムロボはアイコンタクトレジスターした人間にしか扱えないのだが、ハーフダイブではカスタムロボに残っている残留思念を読み取る事ができる（そのロボ自体を動かせるわけではない）。残留思念とは、コマンダーがロボを通して見たものや、コマンダー自身が思考したことなどを指す。他人のロボに強引にダイブするという性質上、使用すると精神的負担が大きいほか、この能力を有する人物の特徴としてはとても繊細で傷つきやすい。主人公曰く「並外れて繊細」。
賭けバトル
お金を賭けて行うバトルのこと。本来違法行為として禁止されているが、ボギーの店では隠しドアの奥でやっている。
記憶消去装置
対象者の記憶を消去することができる機械で、かつてゼクスのボスがアールの進化の記憶を消去して完全に倒すために外界から盗み出した。旅立ち編の終盤にて存在が明かされ、アールを倒すためのキーアイテムとなる。かなり小型の装置であり、ゼクスのボスによって意外な場所に隠されていた。激闘編ではラボの技術によって複製が成功し、犯罪者の記憶を消去する用途で使用された。

## 主題歌
カスタムロボシリーズでは初めてボーカル曲が使用されている。この曲はタイトル画面で一定時間経過すると、映像とともに曲が流れる。映像は2パターンあるが、後者では流れていない。また、テレビCMでも使用されている。
- 『Identity -prologue-』

作詞：萩原慎太郎 作曲：BOUNCEBACK 歌：dream

## ストーリーの分岐点
プレイヤーは主人公として選択肢を何度か選ぶことができ、大抵はその場の返事が変わるだけなのだが、選びようによってはその後のストーリーに変化がある。だが、根気よくその選択肢を選ぶ必要がある。分岐点は以下のとおり。公式サイトに詳細な情報がある。
- ミラの家での食事会（腕時計に関する話になり、ミラに預ける事が出来るが、後の展開でミラの家まで戻る必要が出る）
- ポリス隊での決意（ハリーの問いに「やめておく」を選択し続けると長い問答の末に凶暴化したRによって人類が滅ぼされるバッドエンドがモノローグで語られ、最後にハリーから「オマエが来ないから人類は滅亡してオレも死んじゃったじゃんかよぉ！」と言われ、選択肢を選ぶ場面へ戻る）
- 外界のお化け屋敷前（一部バトルを回避できる）